# Anna Štolfová
Anna Štolfová (rozená Anna Papíková, anglicky Anne Stolf, 2. listopadu 1853 Mšeno  – 1941 Chicago) byla česko-americká aktivistka, spolková činovnice, sufražetka a feministka, dlouholetá členka česko-amerických ženských spolků a také předsedkyně dámského odboru Svobodomyslné pomocné jednoty v Chicagu, členka americké sekce tzv. Prvního československého odboje. Po založení Českého národního sdružení usilujícího o podporu myšlenky vzniku samostatného Československa v USA působila jako jediná žena v nejvyšším vedení tohoto orgánu.

## Život

### Mládí
Narodila se v Mšeně nedaleko Mělníka v české katolické rodině Janu a Heleně Papíkovým. Rodina Papíkova se roku 1867 přestěhovala do USA, usadila se v patrně v Clevelandu, kde již tehdy žila značná česká komunita. Anna navštěvovala několik let hodiny angličtiny a dále se vzdělávala. Posléze se provdala jako Štolfová a pobytem byla později uváděna v Chicagu.

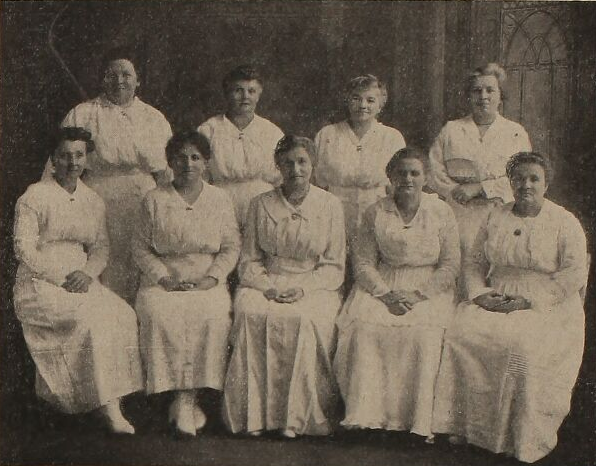
Předsednictvo dámského odboru Svobodomyslné pomocné jednoty (SPJ) v Chicagu (uprostřed, A. Štolfová, cca 1910)

### Spolkové působení
Byla výraznou osobností spolkového života česko-amerických žen v duchu myšlenek emancipace a rovnoprávnosti, stejně jako posilování českého národního ducha v americkém prostředí. Veřejnou aktivitu rozvíjela od svých šestnácti let. V pozdějších letech se stala spoluzakladatelkou a posléze prezidentkou organizace Velkovýbor Jednoty Českých Dam, sdružující Čechoameričanky v celém státě Illinois. Rovněž byla činná v dobročinné Jednotě podpůrného spolku, kterému po jistou dobu rovněž předsedala. Spolupracovala mj. s herečkou a spolkovou činovnicí Bohuslavou Ludvíkovou.

### První československý odboj
Po vypuknutí první světové války roku 1914 se začala angažovat v podpoře aktivit exilové skupiny Tomáše Garrigue Masaryka, Edvarda Beneše a Milana Rastislava Štefánika zasazujících se o vyhlášení samostatné ČSR. Jakožto významná činovnice dámských spolků stála při vzniku tzv. Českého národního sdružení, krajanské organizace snažící se dosáhnout podpory k uznání samostatného československého státu nezávislého na Rakousku-Uhersku. Jeho předsedou byl zvolen chicagský lékař Ludvík Fisher, Štolfová pak zastávala funkci místopředsedkyně a rovněž předsedkyně dámského odboru ČNS. Organizace shromažďovala diplomatickou a materiální pomoc snahám o vznik ČSR, jako např. podpora československých legionářů a vyslání vojenského a zdravotnického kontingentu na západní frontu ve Francii roku 1918.
V dalších letech byla pak nadále činná v dámských sdruženích americko-československých kontaktech. Její aktivní spolková činnost se uvádí přibližně do roku 1933.

### Úmrtí
Anna Štolfová zemřela roku 1941 v Chicagu ve věku 87 nebo 88 let.